# Jumencourt
Jumencourt település Franciaországban, Aisne megyében. Lakosainak száma 126 fő (2022. január 1.). Jumencourt Bassoles-Aulers, Coucy-le-Château-Auffrique, Coucy-la-Ville, Crécy-au-Mont, Landricourt és Leuilly-sous-Coucy községekkel határos.

## Népesség
A település népességének változása:
| Lakosok száma | 109  | 94   | 111  | 149  | 155  | 154  | 146  | 141  | 139  | 126  |
|               | 1968 | 1982 | 1990 | 2006 | 2013 | 2015 | 2017 | 2019 | 2020 | 2022 |